# 西山朝

西山朝
大越

黄色が泰徳帝の歸仁政権、藍色が光中帝の富春政権の支配領域。緑が阮福映の勢力圏(のちの阮朝)

西山朝（せいざんちょう、タイソンちょう、ベトナム語：Nhà Tây Sơn / 茹西山）は、1778年から1802年の間、ベトナム史に存在した王朝。この期間の一連の出来事は西山（タイソン）党の乱とも呼ばれる。

## 背景
18世紀の大越では後黎朝の皇帝が名目上のものとなり、北部は鄭氏が北河国（中国呼称：交趾国、日本呼称：東京国）を称し、南部は広南阮氏が広南国を称していた。両者は「鄭阮紛争」と呼ばれる抗争を繰り返し、国土は疲弊した。
直接の抗争が落ち着いた後も、東京鄭氏の執権下では地主や官僚の土地私有化が進み、遊興三昧の鄭杠によって農村は荒廃し、永佑元年（1735年）には大飢饉が起こり反乱が相次いだ。
広南国でも景興26年（1765年）の武王阮福濶の死後、わずか12歳の定王阮福淳の摂政となった張福巒を中心に官僚の不正がはびこっていた。また、広南阮氏は以前よりアユタヤ王朝の干渉を避けようとするカンボジアと姻戚関係を結び、それを利用した南進政策の元でメコンデルタに多くの植民地を築いており、景興18年（1757年）には反乱鎮圧を名目に現在のカンボジア南部にまで勢力を伸ばしたが、景興28年（1767年）にアユタヤ王朝に取って代わったトンブリー朝のタークシン王は再びカンボジアに侵攻。これにより植民地を失った広南国では民衆に更に重税を課すことになり、地方は疲弊した。

## 歴史

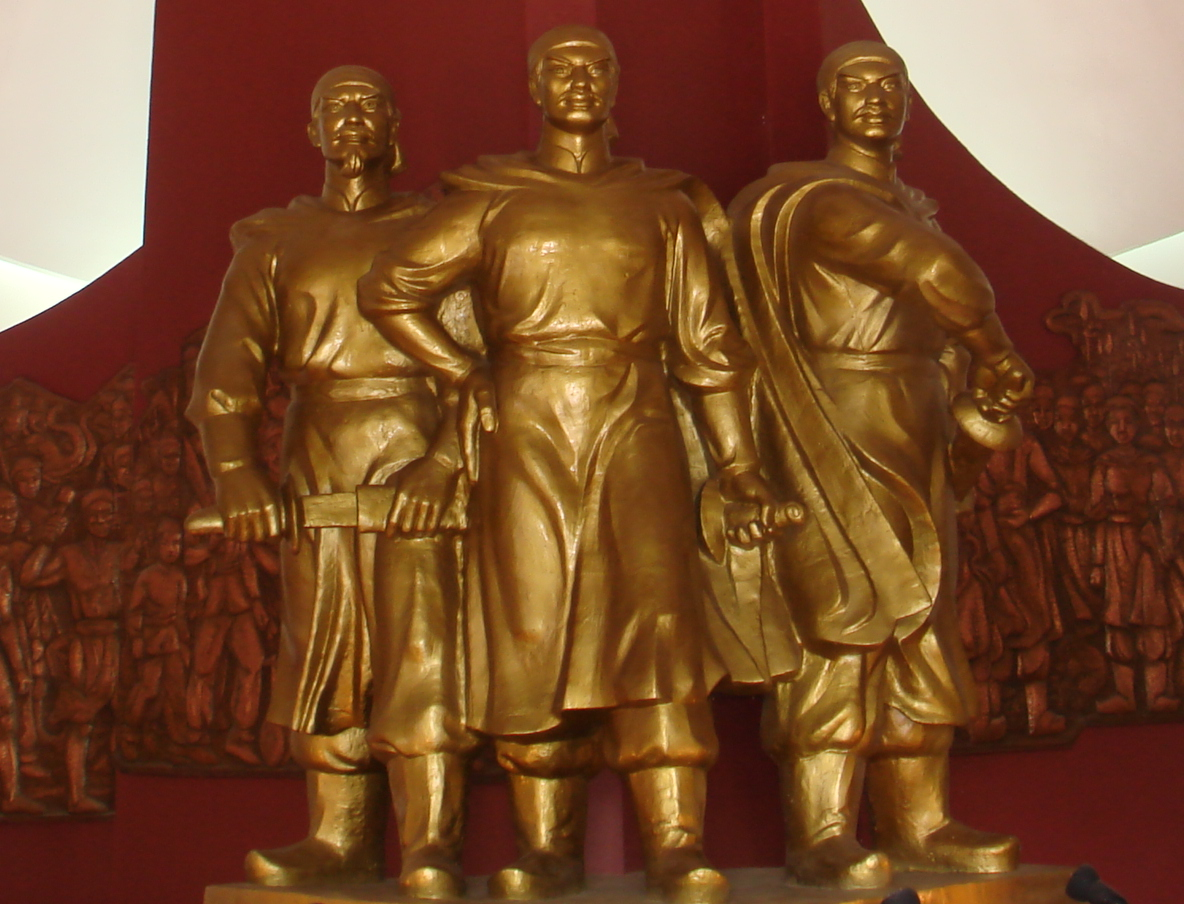
阮三兄弟像（タイソン県フーフォンのクアン・チュン博物館）

### 広南阮氏との戦い
景興32年（1771年）、西山（タイソン、現在のビンディン省）出身の阮岳・阮侶・阮恵の三兄弟（阮姓だが元は胡季犛と同じ胡姓で広南阮氏とは無縁）が摂政張福巒の排除を掲げて反乱を起こした。阮岳の妻の雅都は山岳民族の巴拿族出身であり、反乱の初期は多くの山岳民族が阮岳を支えた。景興34年（1773年）には歸仁（現在のクイニョン）を占拠。さらに北上し広義・広南から広南阮氏を駆逐した。
これを好機と見た東京鄭氏の鄭森は軍を大挙南下させ、景興35年（1774年）には広南阮氏の本拠地富春（現在のフエ）を攻略した。
西山軍は広南で東京鄭氏と対峙したが、広南阮氏と鄭氏の両者を敵に回す愚を避けて鄭氏に服従の意を示し、後黎朝より「広南鎮守宣撫大使」に任じられると更に南部に軍を進め、景興37年（1776年）には嘉定（現在のホーチミン市）に侵攻。阮福淳ら広南阮氏の多くを殺害したが、この時に一族の阮福映だけは取り逃がした。
景興29年（1778年）、阮岳は歸仁の皇帝城で西山王を名乗った。

### ラックガム＝ソアイムットの戦い
景興37年（1776年）に阮福映はフランス人宣教師ピニョー・ド・ベーヌに子の阮福景を人質として差し出すことにより加勢を頼んだ。阮福映は嘉定を一度は占領したが、すぐに西山軍に奪回され、富国島へ逃亡した。また阮福映はシャムチャクリー王朝のラーマ1世から水兵2万（一説には5万）・船300隻の援軍を得た。メコンデルタの中国人勢力も阮福映に味方した。
泰徳7年12月9日（1785年1月19日）、阮恵率いる西山軍と阮福映・シャム連合軍はメコン川中流、美湫付近の瀝涔から𣒱𡃙で戦陣を切った。メコン川に遡上する海水の満干の差を読んだ作戦により、翌朝にはシャム軍はほぼ壊滅。主力を失った阮福映の軍は潰走した。これ以降、シャムがベトナムの領土へ侵攻することは絶えた。

### 東京鄭氏との戦い
泰徳9年（1786年）6月、北に軍を向けた阮恵は海雲峠を越え、鄭氏が抑えていた富春を占拠した。7月には紅河デルタに侵攻し後黎朝の守護を宣言した。これにより東京鄭氏は内部分裂を起こし敗走した。昇龍（現在のハノイ）に入城した阮恵は、皇帝顕宗によって元帥に任じられその九女の黎玉昕を娶ったが、顕宗は翌日に崩御。孫の昭統帝が即位したが、阮恵はこれを軽んじ昇龍を放棄した。
泰徳10年（1787年）4月、阮岳は昇龍の昭統帝を放置したまま、歸仁で皇帝を称した（泰徳帝）。また北平王阮恵を富春、北定王阮侶を嘉定に置き南定王に封じた。

### 清の介入とドンダーの戦い
泰徳10年（1787年）7月、昭統帝は清に救援を求めた。乾隆帝の許可を得た両広総督の孫士毅は20万の兵を率いて紅河デルタに侵攻し昇龍を占拠。後黎朝の回復を宣言したが、実際は孫士毅が実権を握った。この年に大飢饉が起こり、清軍が略奪を働いたことで民心は後黎朝から離れた。この報告を聞いた阮恵は12月に檄文を発し、自らも皇帝を名乗り年号を「光中」とした（光中帝）。泰徳12年 / 光中2年1月5日（1789年1月30日）、光中帝の軍は昇龍に迫り、埬栘で清軍を敗走させた。孫士毅の逃亡を聞いた昭統帝は北京に亡命し、ここに後黎朝も滅んだ。

### 阮恵・阮岳の死と阮福映の反攻

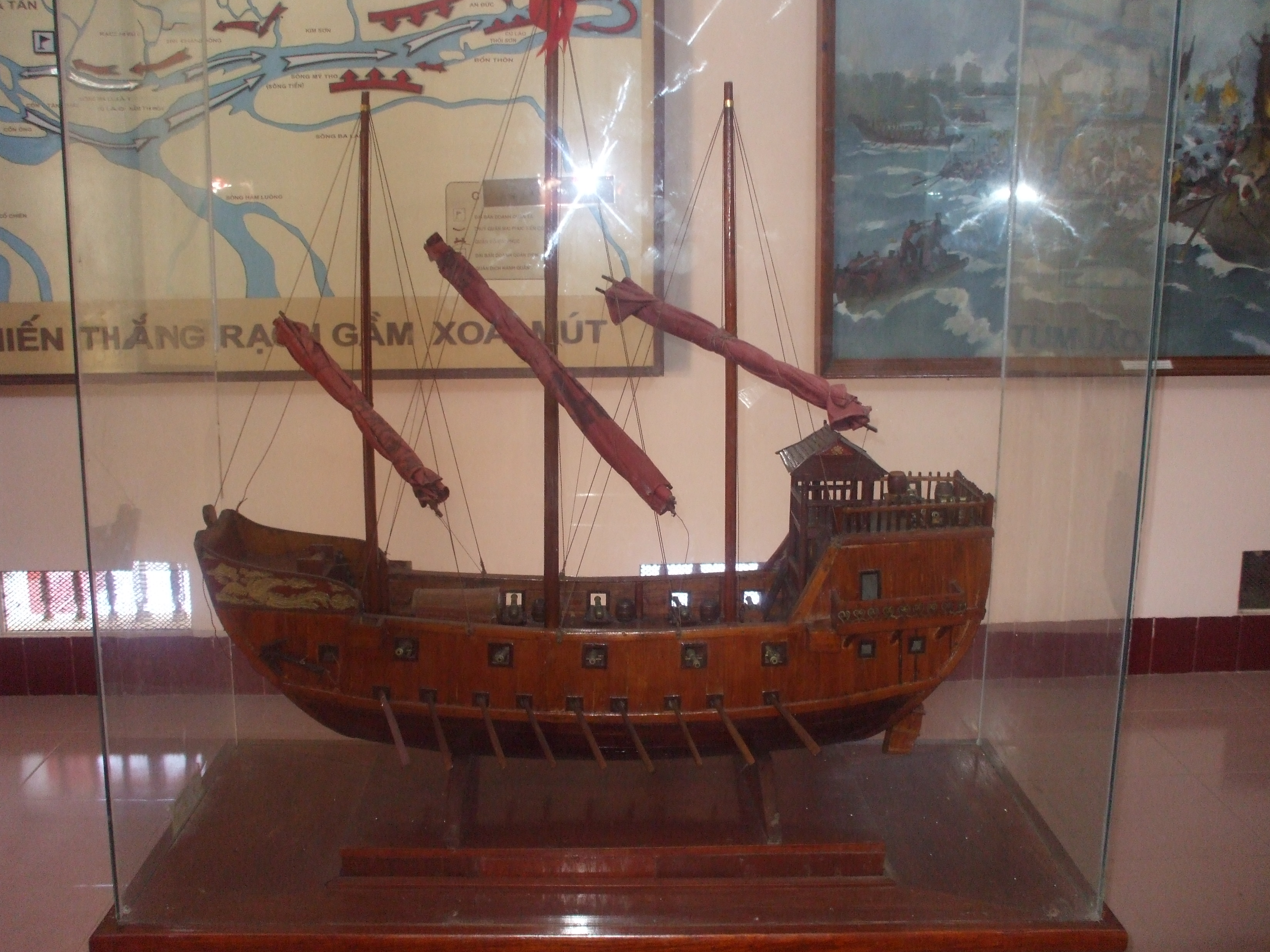
西山朝時代の戦船模型

無断の北伐と皇帝の名乗りによる阮兄弟の仲違いを知った阮福映は、永隆・美湫を攻略し、泰徳11年（1788年）9月には嘉定を占拠した。泰徳12年 / 光中2年（1789年）7月、母国フランスからの支援を得ることに失敗したピニョーが戻り、私費で武器弾薬を購入し兵を集め、多くのフランス人がこれに応じた。阮福映はフランス人勢力の他にもシャム・ポルトガル・マラッカ・イギリス人勢力の支援を受け、また独自にカンボジアで兵を集めた。泰徳15年 / 光中5年（1792年）には西山朝の艦隊がピニョーの傭兵艦隊に歸仁沖で撃破された。光中帝は大挙して阮福映を討伐しようとしたが出陣直前に没し、翌年には泰徳帝も没した、光中帝の子の阮光纘（景盛帝）が後を継いだが、景盛7年（1799年）には阮福映が歸仁を占領。同年から宝興元年（1801年）にかけて西山朝の将の陳光耀が阮福映の将の武性と帰仁をめぐって激しい攻防戦を展開したが、その間に阮福映によって広南・会安・沱㶞・富春を陥された。

### ジャン川の戦い
宝興2年（1802年）、鎮寧に軍を進めた阮福映は、ジャン川（現在のクアンビン省ボーチャック県）の戦いで最後まで抵抗していた裴氏春の軍を破り、多くの将を捕虜とした。7月22日に昇龍に入城した阮福映は西山阮氏を皆殺しにし、ここに西山朝は滅びた。

## 皇帝

### 歸仁政権
1. 泰徳帝（中央皇帝、阮岳（中国語版）、在位：1778年 - 1793年）

### 富春政権
1. 光中帝（太祖、阮恵、在位：1788年 - 1792年）
2. 景盛帝（阮光纘（中国語版）、在位：1792年 - 1802年） - 光中帝の子

## 元号

### 歸仁政権
1. 泰徳：1778年 - 1788年

### 富春政権
1. 光中：1788年 - 1792年
2. 景盛：1792年 - 1801年
3. 宝興：1801年 - 1802年

## 重臣
西山朝を支えた男七名の西山七虎将、女五名の西山五鳳雌（※ 記事ノート参照）の名が広く知られる。

### 西山七虎将
- 陳光耀 - 少傅、都督、大都督、大総管、乂安鎮守
- 阮文雪 - 都督、大都督、司令、大司令、海陽・安広鎮守
- 武文勇 - 大司徒、都督、大都督、司寇、大司寇
- 武廷秀 - 董理、大董理、兵部尚書（泰徳年間）、兵部参知（景盛年間）、富安安撫使
- 黎文興 - 提督、都督、大都督、延慶・平順鎮守（泰徳年間）、兵部尚書、太尉（景盛年間）
- 李文宝 - 都督、大都督
- 阮文禄 - 都督、大都督、広南・広義鎮守

### 西山五鳳雌
- 裴氏春、裴氏雁、陳氏蘭、黄氏菊、阮氏蓉